# Eleasar ben Ja’ir
Eleasar ben Ja’ir, auch Eleazar Ben Ya’ir und weitere Namensvarianten (gestorben 73), war der letzte Anführer der jüdischen Verteidiger Sikarier (Gruppe der Zeloten) der Hochplateau-Festung Masada im Jahre 73 n. Chr. Kurz vor Einnahme der Festung durch die Römer soll Eleasar ben Ja’ir laut Flavius Josephus eine Rede gehalten haben, in der er zum Selbstmord aufrief. Als die Römer das Plateau erreichten, fanden sie die Leichen der Besatzung vor.

## Details aus dem Jahre 73
In seiner Rede betonte Eleasar ben Ja’ir, dass es besser sei, frei und umgeben von Frauen und Kindern zu sterben, als sich durch die Römer versklaven zu lassen. Er gab Befehl, alles bis auf die Lebensmittelvorräte niederbrennen zu lassen. Dann erschlugen die Männer ihre Frauen und Kinder. Mittels Los wurden zehn Mann ermittelt, die die anderen töten sollten. Dann wurde wiederum mittels Los ein Mann ermittelt, der die anderen Neun und sich selbst umbringen sollte. Als die Römer das Plateau betraten, fanden sie 960 Tote und sieben Überlebende. Die Überlebenden waren zwei Frauen und fünf Kinder.

## Ausgrabungen 1963
Bei Ausgrabungen wurden im Jahr 1963 an einem strategischen Punkt die Rüstung eines höheren Offiziers und elf Scherben gefunden. Auf den Scherben stand jeweils ein Name. Es wurde vermutet, dass es sich um die Lose handelt, die zur Tötung der jüdischen Verteidiger der Festung Masada führten. Auf einer Scherbe stand der Name „Ben Ya’ir“.

## Verwandte von Eleasar ben Ja’ir
Eleasar ben Ja’ir war ein Verwandter Menachem ben Ja’irs. Menachem, der Sohn des Schriftgelehrten Judas aus Galiläa, hatte in Jerusalem die Belagerung der von den Römern besetzten Tempelbezirke übernommen und sich dann zum Tyrannen entwickelt. Menachem starb nach einem Volksaufstand, organisiert von Tempelhauptmann Eleazar, Sohn des von Menachem ermordeten Hohenpriesters, unter Folter. Eleasar ben Ja’ir konnte sich durch Flucht retten.
Die Brüder von Menachem ben Ja’ir, Simon und Jakob, demzufolge auch Verwandte von Eleasar ben Ja’ir, wurden zwischen 45 und 48 n. Chr. unter dem Prokurator Tiberius Alexander als Aufstandsführer gekreuzigt.